# Up (Laura Tesoro)
Up is een single van de Belgische zangeres Laura Tesoro. De single kwam uit op 22 maart 2019 en werd geschreven door Aaron Zuckerman, Michelle Buzz en Sarah Barrio. Het nummer staat niet op het debuutalbum Limits. De videoclip van Up kwam op dezelfde datum uit. Tesoro bracht de single voor het eerst live tijdens de talkshow Van Gils & gasten. Daarna bracht ze het nummer geregeld tijdens haar Summer Tour 2019.